# Zwart-witte monarch
De zwart-witte monarch (Symposiachrus manadensis; synoniem: Monarcha manadensis) is een zangvogel uit de familie Monarchidae (monarchen).

## Verspreiding en leefgebied
Deze soort is endemisch in Nieuw-Guinea.

## Status
De grootte van de populatie is niet gekwantificeerd maar de soort wordt omschreven als schaars en plaatselijk. Op de Rode lijst van de IUCN heeft deze soort de status niet bedreigd.